# 139. вечити дерби у фудбалу
139. вечити дерби је фудбалска утакмица одиграна на стадиону Црвена звезда у Београду 23. октобра 2010. године. Ова утакмица је игран у оквиру деветог кола Суперлиге у сезони 2010/11. Партизан је победио Црвену звезду са 1:0, голом Алмамија Мореире у шестом минуту утакмице. Утакмицу је судио Слободан Веселиновић из Ваљева.
Пре ове утакмице Црвена звезда је заузимала прво место на табели са освојена 22 бода, док је Партизан био други, са три бода мање. Ово је Црвеној звезди био први пораз у сезони, а Партизану седма победа. Након ове утакмице екипе су се иједначиле на врху табеле по броју освојених бодова, али је Партизан имао бољу гол-разлику.
Победом у овом Вечитом дербију Партизан је дошао до своје 39. првенствене победе у међусобним сусретима, док их је Црвена звезда имала 57, а 43 утакмице су завршене без победника. Гол Мореире је био 171. његове екипе, а Црвена звезда се задржала на 207 постигнутих голова. Овом победом црно-бели су наставили низ од четири узастопне победе над вечитим ривалима. Црвено-бели су и у седмом узастопном Вечитом дербију остали без победе.

## Детаљи меча
| Црвена звезда | 0 – 1 | Партизан   |
| ------------- | ----- | ---------- |
|               |       | Мореира 6’ |

| Црвена звезда | Партизан |

| Црвена звезда:                                                                                    |    |                       |     |     |
|                                                                                                   |    |                       |     |     |
| GK                                                                                                | 22 | Саша Стаменковић      |     |     |
| DF                                                                                                | 24 | Павле Нинков          |     |     |
| DF                                                                                                | 3  | Душко Тошић           | 57’ |     |
| DF                                                                                                | 13 | Ли Ади                |     |     |
| DF                                                                                                | 18 | Славољуб Ђорђевић (к) |     |     |
| MF                                                                                                | 26 | Мохамед Авал Исах     |     |     |
| MF                                                                                                | 88 | Дејан Миловановић     |     |     |
| MF                                                                                                | 29 | Марко Вешовић         |     | 45’ |
| MF                                                                                                | 9  | Огњен Короман         |     | 79’ |
| MF                                                                                                | 20 | Каду                  |     | 88’ |
| FW                                                                                                | 99 | Андрија Калуђеровић   |     |     |
| Измене:                                                                                           |    |                       |     |     |
| GK                                                                                                | 1  | Бобан Бајковић        |     |     |
| DF                                                                                                | 14 | Никола Микић          |     |     |
| DF                                                                                                | 6  | Никола Игњатијевић    |     |     |
| MF                                                                                                | 2  | Савио                 |     |     |
| MF                                                                                                | 32 | Владимир Богдановић   |     | 88’ |
| FW                                                                                                | 11 | Милош Трифуновић      |     | 45’ |
| FW                                                                                                | 21 | Александар Јевтић     |     | 79’ |
| Тренер:                                                                                           |    |                       |     |     |
| Александар Кристић Помоћне судије: Игор Радојчић и Владимир Јовановић Делегат: Бранко Стојанковић |    |                       |     |     |

| Партизан:             |    |                     |     |     |
|                       |    |                     |     |     |
| GK                    | 88 | Владимир Стојковић  | 51’ |     |
| DF                    | 2  | Александар Миљковић |     |     |
| DF                    | 18 | Александар Лазевски |     |     |
| DF                    | 13 | Марко Јовановић     |     |     |
| DF                    | 20 | Младен Крстајић (к) |     |     |
| MF                    | 8  | Радосав Петровић    |     | 74’ |
| MF                    | 99 | Милан Смиљанић      |     |     |
| MF                    | 7  | Немања Томић        |     | 65’ |
| MF                    | 22 | Саша Илић           | 61’ |     |
| MF                    | 10 | Алмами Мореира 6’   |     |     |
| FW                    | 11 | Клео                |     | 62’ |
| Измене:               |    |                     |     |     |
| GK                    | 33 | Радиша Илић         |     |     |
| DF                    | 6  | Војислав Станковић  |     |     |
| DF                    | 15 | Стефан Савић        |     |     |
| MF                    | 4  | Медо                |     | 74’ |
| MF                    | 25 | Стефан Бабовић      | 90’ | 65’ |
| FW                    | 11 | Пјер Боја           |     | 62’ |
| FW                    | 77 | Ивица Илиев         |     |     |
| Тренер:               |    |                     |     |     |
| Александар Станојевић |    |                     |     |     |